# Kandiküla
Kandiküla est un village situé dans la Commune de Tähtvere, dans le Comté de Tartu, en Estonie.

## Géographie
Il est situé juste à l'ouest de la ville de Tartu, derrière le périphérique de Tartu (partie de la E263).
Kandiküla a une population de 98 habitants (le 31 décembre 2010).